# Raión de Smalyavichy
Smaliavichy (en bielorruso: Смалявіцкі раён) es un raión o distrito de Bielorrusia, en la provincia (óblast) de Minsk. 
Comprende una superficie de 1 397 km².
El centro administrativo es la ciudad de Smaliavichy.

## Demografía
Según estimación 2010 contaba con una población total de 42 917 habitantes.

## Subdivisiones
Comprende la ciudad subdistrital de Smaliavichy (la capital), el asentamiento de tipo urbano de Zialiony Bor y ocho consejos rurales:
- Aziarytska Slabadá
- Dráchkava
- Zhódzina
- Zabalotse
- Kurhanne
- Pekalín
- Plisá (con capital en Aktsiabrski)
- Úsiazh